# Наки сумо

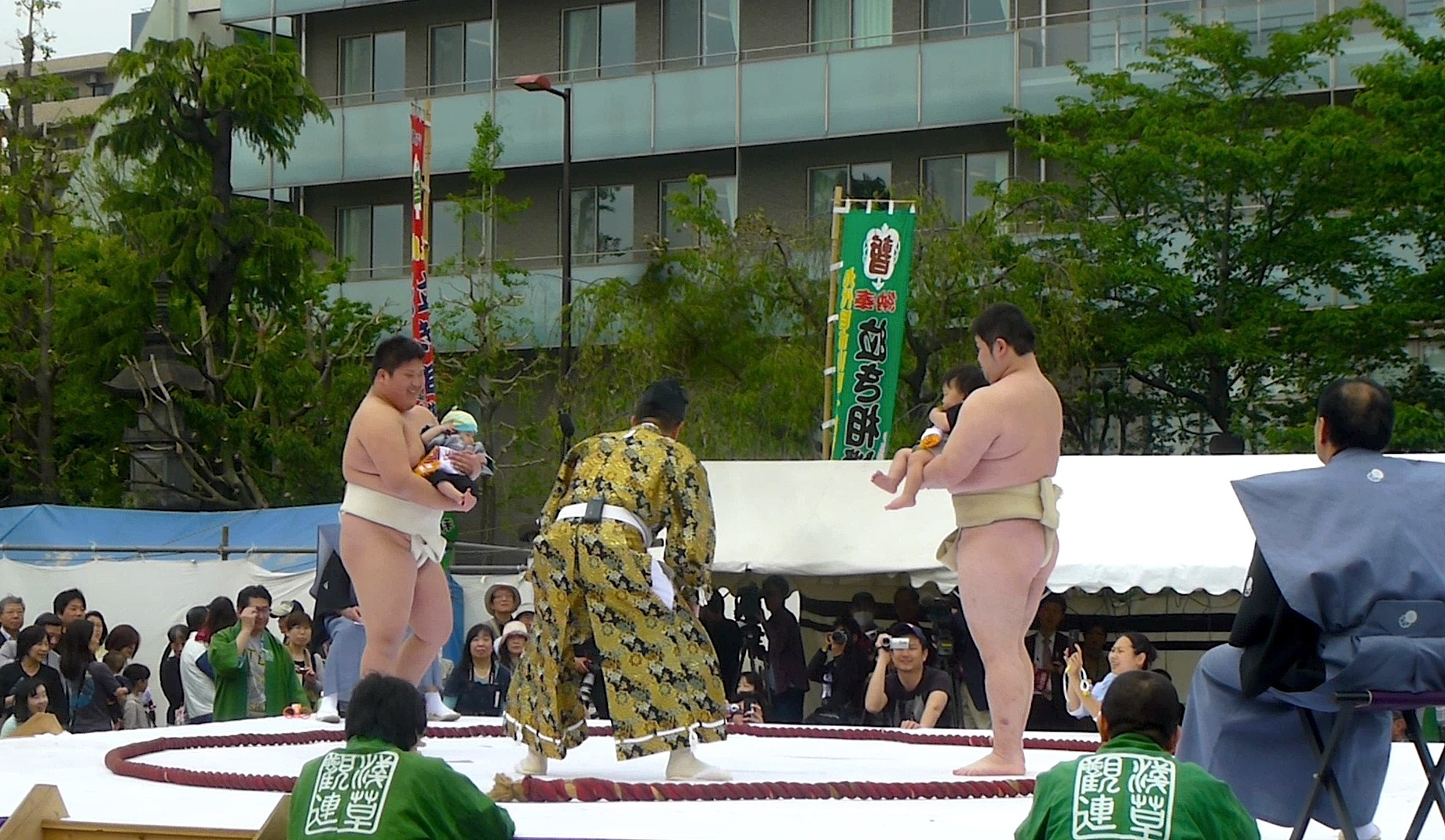
Борьба плачущих младенцев (2013)

Наки сумо или Борьба плачущих младенцев (яп. 泣き相撲, буквально Сумо плачущих) — традиционный японский фестиваль, ежегодно проходящий в храмах в разных городах страны. В ходе фестиваля детей возрастом до года дают в руки двух борцов сумо, которые корчат рожи и издают странные звуки в попытке заставить ребенка заплакать. Ребенок, заплакавший первым или громче другого, считается победителем в «поединке». Наиболее известным мероприятием «наки сумо» считается то, которое проводится в токийском храме Сэнсо-дзи.

## История и порядок проведения
Фестиваль наки сумо проводится в Японии около 400 лет. Согласно японским поверьям, плач младенца отпугивает злых духов, и чем громче плач, тем большей силой наделили ребенка боги и тем здоровее он будет. Фестиваль проводится ежегодно во время весенней «Золотой недели», символизируя высшую точку весны. Проведение фестиваля совпадает с национальным японским праздником — Днём детей.
В ходе соревнования два сумоиста-любителя, одетые в традиционные пояса, стоят лицом друг к другу и держат перед собой детей. По команде жреца, выступающего в роли судьи, сумоисты начинают корчить рожи и издавать странные звуки, доводя детей до плача. Если ребенок не реагирует на действия сумоиста, то судья в маске дьявола может также пугать ребенка. Соревнования проводятся с согласия родителей ребенка.